# Oxydia ockendeni
Oxydia ockendeni är en fjärilsart som beskrevs av Charles Oberthür 1911. Oxydia ockendeni ingår i släktet Oxydia och familjen mätare. Inga underarter finns listade i Catalogue of Life.